# Пйотр Скробовський
Пйотр Скробовський (пол. Piotr Skrobowski; нар. 16 жовтня 1961, Краків, Польща) — польський футболіст, виступав на позиції захисника. Виступав за збірну Польщі. Бронзовий призер чемпіонату світу 1982 року.

## Клубна кар'єру
Футбольну кар'єру розпочав у краківській «Клепардії», потім перейшов до іншої краківської команди — «Вісли». Дебютував за першу команду «Вісли» 3 вересня 1979 року в поєдинку проти хожувського «Руху». В дебютному сезоні в краківському клубі зіграв 9 матчів. У команді виступав з 1977 по 1985 рік, за цей час у «Віслі» зіграв 136 матчів та відзначився 7-а голами, сред них: 120 — у польському чемпіонаті, 12 — у національному кубку та 4 — у єврокубках.
У 1985 році перейшов до познанського «Леха», у складі якого 1988 року завоював кубок Польщі. За познанський клуб відіграв 52 матчі. Через три сезони перейшов до іншої познанської команди. За два сезони, проведені в «Олімпії», зіграв 41 матч: 23 — у першому сезоні та 18 — наступного сезону.
У 1990 році переїхав з Польщі до чемпіонату Швеції, де підписав контракт зі стокгольмським «Гаммарбю». Захищав кольори клубу протягом трьох сезонів, за цей час у шведському чемпіонаті зіграв 14 матчів. Сезон 1990 року разом з командою провів в Аллсвенскані, проте за підсумками сезону «Гаммарбю» посів останнє 12-е місце й понизився в класі. Після цього Пйотр ще два сезони провів у другому дивізіоні шведського чемпіонату, а наприкінці сезону 1992 року вирішив завершити кар'єру футболіста.

## Кар'єра в збірній
До дебюту в основній збірній Польщі Пйотр Скробовський виступав за молодіжну збірну Польщі (U-20), в складі якої, в 1979 році брав участь в чемпіонаті світу серед молодіжних команд. Він зіграв на турнірі в п'яти матчах і зайняв четверте місце.
У головній збірній Польщі Пйотр Скробовський дебютував 22 червня 1980 року в товариському матчі зі збірною Іраку, що завершився перемогою поляків з рахунком 3:0. У 1982 році Скробовський відправився на чемпіонат світу, весь турнір він просидів у запасі. На тому чемпіонаті поляки завоювали бронзові медалі, обігравши в матчі за третє місце збірну Франції з рахунком 3:2. Свій останній виступ за збірну Скробовський мав 11 січня 1984 року в матчі розіграшу кубка Неру зі збірною Індії, той матч завершився перемогою поляків з рахунком 2:1. Поляки виграли той кубок, але Скробовскій увесь час на турнірі просидів на лаві для запасних. Всього ж за збірну Пйотр Скробовський зіграв 15 матчів.

## Статистика

### У збірній
| №  | Дата              | Місце проведення | Суперник       | Рахунок | Голи | Турнір                      |
| 1  | 22 червня 1980    | Варшава          | Ірак           | 3:0     | -    | Товариський матч            |
| 2  | 29 червня 1980    | Сан-Паулу        | Бразилія       | 1:1     | -    | Товариський матч            |
| 3  | 9 липня 1980      | Богота           | Колумбія       | 4:1     | -    | Товариський матч            |
| 4  | 24 вересня 1980   | Хожув            | Чехословаччина | 1:1     | -    | Товариський матч            |
| 5  | 12 жовтня 1980    | Буенос-Айрес     | Аргентина      | 1:2     | -    | Товариський матч            |
| 6  | 12 листопада 1980 | Барселона        | Іспанія        | 2:1     | -    | Товариський матч            |
| 7  | 19 листопада 1980 | Краків           | Алжир          | 5:1     | -    | Товариський матч            |
| 8  | 7 грудня 1980     | Гзіра            | Мальта         | 2:0     | -    | Відбірковий матч до ЧС 1982 |
| 9  | 25 березня 1981   | Бухрест          | Румунія        | 0:2     | -    | Товариський матч            |
| 10 | 2 травня 1981     | Хожув            | Німеччина      | 1:0     | -    | Відбірковий матч до ЧС 1982 |
| 11 | 24 травня 1981    | Бидгощ           | Ірландія       | 3:0     | -    | Товариський матч            |
| 12 | 2 вересня 1981    | Хожув            | Німеччина      | 0:2     | -    | Товариський матч            |
| 13 | 23 вересня 1981   | Лісабон          | Португалія     | 0:2     | -    | Товариський матч            |
| 14 | 18 листопада 1981 | Лодзь            | Іспанія        | 2:3     | -    | Товариський матч            |
| 15 | 11 січня 1984     | Калькутта        | Індія          | 2:1     | -    | Кубок Неру 1984             |

Загалом: 15 матчів; 8 перемог, 2 нічиїх, 5 поразок.
| Рік     | Відбіркові матчі ЧС | Відбіркові матчі ЧС | Товариські матчі | Товариські матчі | Загалом | Загалом |
| Рік     | Матчі               | Голи                | Матчі            | Голи             | Матчі   | Голи    |
| ------- | ------------------- | ------------------- | ---------------- | ---------------- | ------- | ------- |
| 1980    | 1                   | 0                   | 7                | 0                | 8       | 0       |
| 1981    | 1                   | 0                   | 5                | 0                | 6       | 0       |
| 1982    | 0                   | 0                   | 0                | 0                | 0       | 0       |
| 1983    | 0                   | 0                   | 0                | 0                | 0       | 0       |
| 1984    | 0                   | 0                   | 1                | 0                | 1       | 0       |
| Загалом | 2                   | 0                   | 13               | 0                | 15      | 0       |

## Досягнення

### Командні
«Вісла» (Краків)
- Перша ліга Польщі
  -  Срібний призер (1): 1981
- Кубок Польщі
  -  Фіналіст (2): 1979, 1984

«Лех» (Познань)
- Кубок Польщі
  -  Володар (1): 1988

збірна Польща
- Чемпіонат світу
  -  Бронзовий призер (1): 1982
- Кубок Неру
  -  Володар (1): 1984